# فرانك كاماتشو
فرانكلين بيلداد كاماتشو (بالإسبانية: Franklin Beldad Camacho؛ مواليد 18 مايو 1989) هو مُقاتل فنون قتالية مختلطة من شعب شامورو.

## وصلات خارجية
- فرانك كاماتشو على موقع يو إف سي (الإنجليزية)
- فرانك كاماتشو على موقع شيردوغ (الإنجليزية)
- فرانك كاماتشو على موقع IMDb (الإنجليزية)
- فرانك كاماتشو على موقع قاعدة بيانات الفيلم (الإنجليزية)